# أليكس شارب
أليكس شارب (بالإنجليزية: Alex Sharp) هو ممثل بريطاني، ولد في 2 فبراير 1989 في المملكة المتحدة. من الجوائز التي نالها جائزة المسرح العالمي سنة 2015 وجائزة توني لأفضل ممثل في مسرحية ‏ سنة 2015.

## جوائز
- جائزة المسرح العالمي (2015)
- جائزة توني لأفضل ممثل في مسرحية [الإنجليزية]‏ (2015)

## وصلات خارجية
- أليكس شارب على موقع IMDb (الإنجليزية)
- أليكس شارب على موقع قاعدة بيانات برودواي على الإنترنت (الإنجليزية)
- أليكس شارب على موقع قاعدة بيانات الفيلم (الإنجليزية)